# .id
.id ist die länderspezifische Top-Level-Domain (ccTLD) Indonesiens. Sie wurde am 27. Februar 1993 eingeführt und wird von der Vergabestelle PANDI verwaltet.

## Eigenschaften
Domains wurden ursprünglich ausschließlich auf dritter Ebene ausgegeben. Seit dem 17. August 2014 sind auch Registrierungen auf der zweiten Ebene (Second-Level-Domain) allgemein möglich.
Insgesamt gibt es 12 verschiedene Domain-Endungen: 
- .id Allgemein
- ac.id akademische Institutionen
- biz.id kleine und mittlere Unternehmen (business)
- co.id große kommerzielle Unternehmen (company)
- desa.id Indonesiens 72,944 Dörfer mit örtlicher Autonomie
- go.id Regierung des Landes (government)
- mil.id Streitkräfte (military)
- my.id Einzelpersonen, Blogger
- net.id Internet Service Provider
- or.id für gemeinnützige Organisationen
- web.id Einzelpersonen und informelle Institutionen
- sch.id Schulen

## Weblink
- Offizielle Website der Vergabestelle